# Капанін Сергій Олександрович
Сергій Олександрович Капанін (нар. 9 січня 1962) — радянський та казахський футболіст, захисник, нападник, півзахисник. Арбітр міжнародної категорії. Тренер.

## Життєпис
У першості СРСР грав за команди другої ліги «Булат» Теміртау (1980-1984), «Шахтар» Караганда (1985, 1987), «Джезказганець» Джезказган (1986), «Селенга» Улан-Уде (1988, 1990). 1989 року перебував у складі «Зірки» (Іркутськ).
У чемпіонаті Казахстану провів по п'ять матчів за «Шахтар» Караганда (1992) та «Єнбек» Джезказган (1993). 1997 року в першій лізі зіграв один матч за РДШО (Караганда).
З 1996 року – футбольний суддя. Рефері міжнародної категорії Визнаний найкращим футбольним суддею Казахстану в 2001 році. У 1999—2005 роках провів 77 матчів чемпіонату Казахстану як головний суддя.
Пізніше переїхав до Розсоші, Росія. Тренер, суддя, учасник ветеранських змагань.